# 瞬间的第六感
《瞬间的第六感》（日语：／ Shunkan teki Shikkusu sensu）是日本创作歌手爱缪的第2張主流音樂專輯，於2019年2月13日發行。

## 简介
爱缪在2018年12月17日举行的巡回演唱会《AIMYON TOUR 2018 -HONEY LADY BABY-》最终场的演出现场发表了本作《瞬间的第六感》发售的消息。距离前作《青春的悸动》相隔将近一年半。本作收录包括2018年发布单曲《假如在满月之夜》、《金盏花》、《今夜就这样》，以及2019年1月动画电影《即便明天世界将迎来终结》的主题曲和插曲在内共12曲。
专辑共发行3个版本，除通常盘外，还有附带照片集的“爱缪online store限定盘”和附带原创T恤的“HMV·Loppi限定盘”。

## 收录
| 曲序 | 曲目                       | 编曲                         | 备注                                         | 时长 |
| ---- | -------------------------- | ---------------------------- | -------------------------------------------- | ---- |
| 1.   | （假如在满月之夜）         | 近藤隆史、立崎优介、田中洋介 |                                              | 3:25 |
| 2.   | （金盏花）                 | 立崎优介、田中洋介           | 谷歌APP广告曲                                | 5:06 |
| 3.   | （如果说）                 | Tomi Yo                      | 动画电影《即便明天世界将迎来终结》插曲       | 3:01 |
| 4.   | （只有两个人的地方）       | 关口慎吾                     |                                              | 4:31 |
| 5.   | （礼物）                   | 关口慎吾                     | 富士电视台节目《週六鬧鐘新聞》主题曲         | 4:17 |
| 6.   | （发光的东西）             | Tomi Yo                      |                                              | 3:49 |
| 7.   | （因为恋爱了）             | 关口慎吾                     |                                              | 4:29 |
| 8.   | （追梦孟加拉）             | Tomi Yo                      |                                              | 4:41 |
| 9.   | （今夜就这样）             | 近藤隆史、田中洋介           | 日本电视台电视剧《无法成为野兽的我们》主题曲 | 3:58 |
| 10.  | （即便明天世界将迎来终结） | 近藤隆史、立崎优介、田中洋介 | 动画电影《即便明天世界将迎来终结》主题曲     | 4:22 |
| 11.  | GOOD NIGHT BABY            | 关口慎吾                     |                                              | 5:30 |
| 12.  | （from 四楼拐角的房间）    | 会田茂一                     |                                              | 1:38 |

## 反响
专辑发售首周，Billboard统计共销售59,668张，在专辑周榜排名第二位，创造爱缪自身最高的排位。Oricon公信榜统计销售61,654张，在Oricon的专辑周榜、专辑下载周榜和专辑综合周榜中同样排名第二位。新专辑的发售也带动爱缪的作品在当周Oricon流媒体周榜前10中独占6席，前30更占据14席。